# سپیده فارسی
سپیده فارسی (زاده ۱۳۴۴) کارگردان فیلم ایرانی مقیم فرانسه است. وی در شصت و دومین دوره جشنوارهٔ فیلم لوکارنو عضو هیئت داوران بود.

## زندگی‌نامه
سپیده فارسی در سال ۱۳۴۴ در تهران زاده شد. پدرش رحیم فارسی مهندس عمران و مادرش مهین قاضی خانه‌دار بود. وی پس از انقلاب به علت اعتقادات سیاسی به مدت ۸ ماه به زندان افتاد. او پس از آزادی از ادامه تحصیل محروم شد. بنابراین به پاریس رفت و در رشته ریاضی تحصیل کرد، ولی به تدریج به عکاسی علاقه‌مند شد.
سپیده فارسی نخستین فیلم بلند خود را بانام خواب خاک در سال ۲۰۰۳ ساخت. او سه سال بعد دومین فیلم بلند خود با نام نگاه را کارگردانی کرد که نامزد جایزه اول جشنواره روتردام در سال ۲۰۰۵ بود. سپیده فارسی در سال ۲۰۰۷ با فیلم مستند هرات به جشنوارهٔ لوکارنو رفت و با این فیلم جایزهٔ بهترین فیلم مستند را از جشنواره Dei Popoli فلورانس ایتالیا گرفت. او در سال ۲۰۰۹ فیلم مستند تهران بدون اجازه را ساخت. فارسی پس از آن فیلم زیر آب را کارگردانی کرد.

## فیلمشناسی
- پری آبادان (۲۰۲۳) (کارگردان)
- هفت پرده (۲۰۱۷) (کارگردان)
- گل سرخ (۲۰۱۴) (کارگردان)
- زیر آب (۱۳۸۸) (کارگردان نویسنده تدوین)
- نگاه (۱۳۸۳) (کارگردان نویسنده طراح صحنه)
- خواب خاک (۱۳۸۲) (کارگردان نویسنده طراح صحنه و لباس)